# Aba (Theologe)
Aba (* 4. Jh. n. Chr.; † 4./5. n. Chr.) war ein spätantiker christlicher Theologe und theologischer Schriftsteller.
Aba wird im pseudepigraphischen Testament Ephräms des Syrers (441–445 n. Chr.) als erster seiner Schüler genannt. Von Abas Schriften sind nur Fragmente bekannt. Sie behandeln die Evangelien, das Erste Buch Samuel und das Buch Ijob. Viele Kommentare Abas sind scheinbar verloren. Eine Predigt über Sünde und Erbarmen ist nur in Teilen überkommen.